# Glen Drover
Glen Drover es un guitarrista que nació en Ottawa, Canadá en 1969. Su primera banda fue Eidolon con la cual empezó en 1993 y donde aún sigue. Pasó después a King Diamond, con los que sólo estuvo un año, para pasarse a Megadeth. 
Influenciado por Tony MacAlpine, Al Di Meola, Randy Rhoads, Greg Howe, George Lynch, Warren DeMartini y David Gilmour, Drover formó la banda canadiense de thrash/power metal Eidolon con su hermano Shawn Drover en 1996, habiendo lanzado siete álbumes a la fecha.

## Historia
Glen Drover empezó a tocar la guitarra cuando era niño, y se unió a los 10 años por su hermano Shawn en la batería. [1] Bajo la influencia de Tony MacAlpine, Al Di Meola, Randy Rhoads, Greg Howe, Michael Romeo, George Lynch, Warren DeMartini y David Gilmour, los hermanos Drover formó el thrash / power metal Eidolon banda en 1996, la liberación de siete álbumes hasta la fecha. 
Glen está actualmente de gira con Testament en lugar de Alex Skolnick e imparte lecciones de aprendizaje de la guitarra en Long & Mcquade(Canadá).

## King Diamond (1998-2000)
En 1998, Drover se unió a King Diamond, y apareció en el álbum House of God

## Megadeth (2004-2008)
En octubre de 2004, Drover se unió a la banda Megadeth, junto a su hermano Shawn. Tras una extensa gira mundial, Drover contribuyó al lanzamiento de Megadeth del 2007, United Abominations como guitarrista principal y coautor de una canción. Durante la grabación del álbum, Drover también realizó un solo como guitarrista invitado de la pista "Emotional Coma" (incluido en el álbum Emotional Coma) de la banda sueca de metal Lion's Share. Drover grabó el solo en su casa en Canadá, y envió el archivo a la banda.
En enero de 2008 Glen Drover dejó Megadeth para centrarse en su vida familiar; las giras constantes estaban empezando a tener un efecto negativo sobre él. Su último show con Megadeth fue el 18 de noviembre de 2007 en Brisbane, Australia. Sobre su salida de la banda, Drover dijo "Soy consciente de los rumores de que dejé Megadeth para centrarme en mi vida familiar y mi vida familiar siempre ha sido mi prioridad. Al final, yo no estaba contento con la situación, lo que magnificó mis deseos de pasar más tiempo con mi familia y me hizo dar cuenta de que era el momento de avanzar al siguiente capítulo de mi carrera musical. Tengo muy buenos recuerdos y conocí a mucha gente maravillosa en el camino, tanto a los fans y la gente en la industria." ("I am aware of the rumors that I left Megadeth to focus on family life and my family life has always been my priority. In the end, I was unhappy with the situation, which magnified me wanting to spend more time with my family and realizing that it's time for me to move on to the next chapter in my musical career, I have a lot of great memories and met a ton of great people along the way, both fans and people in the industry.").  [3] [4]

## Testament (2008, 2010)
Después de abandonar Megadeth, El 22 de octubre de 2008, la banda Testament anuncia la contratación del guitarrista Glen Drover para rellenar, en una gira próxima a realizarse en México junto a la banda Judas Priest, debido al compromiso previo de Alex Skolnick con la Trans-Siberian Orchestra. También, en marzo de 2010, Drover toca nuevamente con Testament en una gira de los grupos Megadeth, Testament y Exodus en Estados Unidos y Canadá, debido al nuevo alejamiento de Alex Skolnick con la banda durante ese tiempo.

## Bandas
- Eidolon 1993 - actual
- King Diamond 1998 - 2000
- Megadeth 2004 - 2008
- Testament 10/27/2008 hasta 10/31/2008, 3/1/10 - 3/31/10 (gira)

## Discografía

### Eidolon
- Sacred Shrine (1993)
- Zero Hour (1996)
- Seven Spirits (1997)
- Nightmare World (2000)
- Hallowed Apparition (2001)
- Coma Nation (2002)
- Apostles Of Defiance (2003)
- The Parallel Otherworld (2006)

### King Diamond
- House of God (2000)

### Megadeth
Aquí también compartió en escenario y estudio con su hermano Shawn Drover (baterista).
- That One Night: Live in Buenos Aires (2007)
- United Abominations (2007)
- Gigantour (2005)

- Datos: Q1059281
- Multimedia: Glen Drover / Q1059281